# Thomsonverstrooiing
De Thomsonverstrooiing is de elastische verstrooiing van elektromagnetische straling door een vrij geladen deeltje, zoals beschreven wordt door de elektrodynamica. Bij de Thomsonverstrooiing blijven de kinetische energie van het deeltje en de energie van het foton constant. Het is de limiet van de Comptonverstrooiing voor lage energie. Deze limiet blijft geldig zolang de energie van het foton veel kleiner is dan de massa-energie van het deeltje. 
In het geval van Thomsonverstrooiing wordt een geladen deeltje versneld door een inkomende golf, waardoor het deeltje op zijn beurt straling uit gaat zenden met dezelfde energie. De inkomende golf wordt hierdoor dus verstrooid. Het verschijnsel werd als eerste verklaard door de fysicus Joseph John Thomson. 
Zolang het deeltje veel langzamer gaat dan de lichtsnelheid (en de beweging dus niet relativistisch is) wordt de versnelling van het deeltje vooral bepaald door de elektrische component van de inkomende golf en kan de magnetische component verwaarloosd worden. Het deeltje zal dan gaan bewegen in de richting van het oscillerende elektrisch veld hetgeen resulteert in elektromagnetische dipoolstraling. Het bewegende deeltje straalt sterk in de richting loodrecht op zijn beweging en de straling zal gepolariseerd zijn in zijn bewegingsrichting. Het verstrooide licht kan daarom meer of minder gepolariseerd zijn, afhankelijk van de richting waaruit een waarnemer de verstrooiing observeert. 